# Luis Vega Reñón
Luis Vega Reñón (Astorga, León, 1943. Madrid, 2022) catedrático emérito de Lógica e Historia de la Lógica de la Universidad Nacional de Educación a Distancia (UNED).

## Trayectoria
Estudió en Comillas y en Salamanca. Hizo la licenciatura en la Universidad Complutense, que fue concluida en 1968. Obtuvo pronto una agregación de Instituto en La Laguna, 1969-1977 y luego una cátedra de instituto, en el mismo lugar, 1977-78. Profesor en el departamento de Filosofía de la Universidad de La Laguna  1969-1979. Se trasladó al Instituto Lope de Vega de Madrid, 1978-79. 
Concluyó el doctorado en Filosofía  en la Universidad Complutense de Madrid: El problema de la demarcación entre filosofía y ciencia en  Karl R. Popper, 1974.
Se incorporó a la Universidad Nacional de Educación a Distancia, UNED, en 1979 como profesor titular de Lógica y obtuvo después la cátedra de Lógica e Historia de la Lógica en 1997. Fue nombrado profesor emérito de la UNED en 2013.
Vega hizo estancias de investigación en la Cambridge University (Cambridge, U.K.) en la facultad de clásicas. en la que mantuvo una larga relación académica y de amistad con Sir Geoffrey Lloyd.
Profesor invitado en la UAM-Iztapalapa, en la UNAM-Acatlán (ambas en México, D.F.) y en la Universidad Veracruzana (Xalapa); asimismo en la Universidad Nacional de Colombia, Bogotá, en la Nacional de Córdoba (Argentina) y en la Universidad Católica y el Instituto Palestra, Lima. Impartiendo cursos y conferencias en numerosas universidades de Europa y especialmente en América. Fundador y director de la Revista Iberoamericana de Argumentación [RIA] desde 2010, publicación digital alojada inicialmente en la UNED y desde 2016 en la UAM.
Toda su obra se centra en las disciplinas relacionadas con la filosofía y la historia de la lógica y la teoría de la argumentación, aunque a lo largo de los años, desde  El análisis lógico: nociones y problemas y La trama de la demostración (muy elogiado por Emilio Lledó) hasta La fauna de las falacias y Lógica para ciudadanos, ha ido aumentando el mundo de referencias. Sus investigaciones más recientes giran en torno a la Lógica civil, cuya exploración es una contribución original, y se ocupan especialmente de la argumentación práctica y la deliberación pública. Una de sus preocupaciones es justamente la precaria salud actual del discurso público, especialmente analizada y denunciada en su publicación Fake news, desinformación y posverdad. Malos tiempos para el discurso público  (2020). Más reciente en esta línea es su comprensivo ensayo La naturaleza de las falacias(596 pp.), 2021, Palestras editores. Lima. Otro proyecto en curso es una reconstrucción histórica de las prácticas y la teoría de la argumentación a través de tres momentos capitales: (i) el tiempo fundacional de los siglos VI-IV a. C. en la antigua Grecia; (ii) el tiempo profesional de la escolástica occidental en los siglos XII-XVI; (iii) el tiempo presente de la eclosión de la teoría de la argumentación desde la segunda mitad del s. XX. Una publicación reciente, La argumentación en la historia. Tres momentos constituyentes (2019, 453 pp.), es una primera versión de este proyecto en curso. Actualmente prepara una revisión y ampliación, El desarrollo de la argumentación. Una historia en tres tiempos, que publicará Trota (Madrid, 2023). Complementariamente ha editado una antología de 16 textos determinantes y representativos de la teoría moderna de la argumentación en el s. XX: La teoría de la argumentación en sus textos (2022), Palestra ediciones.Lima.
En 2015 se publicó un libro de ensayos en homenaje a su figura: De la demostración a la argumentación. Ensayos en honor de Luis Vega, UAM. Edición a cargo de Hubert Marraud y Paula Olmos

## Obras
- El problema de la demarcación entre filosofía y ciencia en Karl R. Popper. Extracto tesis doctoral. Universidad Complutense. Madrid. Facultad de Filosofía y Letras. 1974
- "Inferencia, argumentación y lógica".  Contextos III/6. 1981 pp. 47-72
- Lecturas de Lógica I, Lecturas de Lógica II", UNED, 1986, reimpresiones posteriores.
- El análisis lógico: nociones y problemas (Una introducción a la filosofía de la lógica), UNED, 1987.
- La trama de la demostración (Los griegos y la razón tejedora de pruebas), Alianza, 1990.
- Una guía de historia de la lógica, UNED, 1996.
- "Matemáticas y demostración: las vicisitudes actuales de una antigua liaison"  en El velo y la trenza. A. Garciadiego, F. Rodríguez-Consuegra y L. Vega . Editorial Universidad Nacional, Bogotá, Colombia. 1997
- Artes de la razón (Una historia de la demostración en la Edad Media), UNED, 1999
- Si de argumentar se trata, Montesinos, 2003, 2007 2.ª edic.; está actualizado y aumentado en la edición de 2015: Introducción a la teoría de la argumentación.
- ed. lit., Compendio de lógica, argumentación y retórica, con Paula Olmos, Trotta, 2011; 2012 2.ª edic.; 2016 3.ª edic.[5]
- Luis Vega y Gerardo Bolado (eds.) La argumentación en el discurso público. Parlamento de Cantabria, 2011
- La fauna de las falacias, Trotta, 2013.
- Introducción a la teoría de la argumentación. Perspectivas y problemas, Palestra Editores [D&A 4], 2015. Información de la editorial.
- Lógica para ciudadanos. Ensayos sobre Lógica civil, EAE - OmniScriptum GmbH&Co, 2017. Información de la editorial.
- La argumentación en la historia. Tres momentos constituyentes. EAE - OmniScriptum, 2019. Información de la editorial.
- Fake news, desinformación y posverdad. Malos tiempos para el discurso público. EAE - OmniScriptum, 2020. Información de la editorial.
- La naturaleza de las falacias. Palestra Editores [D&A 17], 2021. Información de la editorial.
- La teoría de la argumentación en sus textos. Palestra Editores [D&A 19], 2022. Información de la editorial.